# Nero – Kaiser, Künstler und Tyrann
Nero – Kaiser, Künstler und Tyrann war eine Sonderausstellung im Rheinischen Landesmuseum Trier vom 14. Mai 2016 bis zum 16. Oktober 2016 und durch die Generaldirektion Kulturelles Erbe Rheinland-Pfalz erarbeitet. Ergänzend fanden zwei weitere Sonderausstellungen zu Nero in Trier statt, nämlich Nero und die Christen im Museum am Dom und Lust und Verbrechen. Der Mythos Nero in der Kunst im Stadtmuseum Simeonstift. Träger der Ausstellungen waren die Generaldirektion Kulturelles Erbe Rheinland-Pfalz, die Stadt Trier und das Bistum Trier.
Die Schau in den drei Museen stellte auf 2.000 Quadratmetern mit 774 Exponaten die Persönlichkeit und das Leben Neros dar. Mit 272.000 Besuchern, 3.200 Kulturreisegruppen und einem großen Presseecho der nationalen und internationalen Medien handelte es sich um eine der erfolgreichsten Ausstellungen des Jahres 2016 in Europa. Den beteiligten Museen zufolge konnte Trier dadurch im Jahr des 30-jährigen Jubiläums als UNESCO-Welterbestätte seinen Ruf als „Zentrum der Antike“ festigen. Die Projektevaluation zeigte, dass auch die Region wirtschaftlich von der Ausstellung profitierte. Eine Besucherbefragung ergab, dass 69,5 % der Besucher nur wegen der Nero-Schau nach Trier kamen. Die Gäste, die ohne das Projekt Trier nicht besucht hätten, gaben im Durchschnitt 91 Euro am Tag aus. Insgesamt lässt sich daraus ein Wert von etwa 19 Millionen errechnen, der in die Stadt getragen wurde.